# Vincetoxicum album
Vincetoxicum album là một loài thực vật có hoa trong họ La bố ma. Loài này được (Mill.) Asch. miêu tả khoa học đầu tiên năm 1864.